# Grimsta båtsällskap
Grimsta båtsällskap, GBS, är en båtklubb som bildades år 1962 och har sitt verksamhetsområde i Hässelby, Stockholms stad. Klubben förfogar över en småbåtshamn vid Mälaren, intill Grimsta naturreservat och även en klubbholme vid namn Storholmen i Lambarfjärden.
Sällskapets ändamål enligt reviderade stadgar antagna vid årsmöte och medlemsmöte 2017 är att lokalt främja båtlivet, verka för god sjösäkerhet, god miljö, gott kamratskap och ett gott sjömanskap.